# Tour d'Espagne 2003
Le Tour d'Espagne 2003 s'est déroulé du 6 au 28 septembre. Il a été remporté par l'Espagnol Roberto Heras de la formation US Postal, au terme d'une lutte acharnée avec Isidro Nozal (ONCE), porteur du maillot or pendant plus de deux semaines et finalement deuxième au classement général.

## Equipes
Un total de 22 équipes participent à cette édition du Tour d'Espagne. 19 de ces équipes sont issues de la première division mondiale, les Groupes Sportifs 1, les trois dernières des Groupes Sportifs II. On retrouve sept équipes espagnoles, six équipes italiennes et deux allemandes et une belge, une Française, une danoise, une néerlandaise, une suisse, une portugaise et une américaine. C'est la première participation pour l'équipe Labarca-2-Café Baqué, la Phonak, le Team CSC et la Quick Step-Davitamon, alors que c'est la vingt-quatrième pour iBanesto.com et Kelme.
| Groupes sportifs I (19)- Fassa Bortolo - US Postal Service-Berry Floor - ONCE-Eroski - Alessio - Cofidis-Le Crédit par Téléphone - Domina Vacanze-Elitron - Euskaltel-Euskadi - iBanesto.com - Kelme-Costa Blanca - Lampre - Milaneza-MSS - Phonak Hearing Systems - Quick Step-Davitamon - Rabobank - Saeco - Team Bianchi - CSC - Telekom - Vini Caldirola-Saunier Duval Groupes sportifs II (3)- Colchon Relax - Fuenlabrada - Labarca-2-Café Baqué - Paternina-Costa de Almería |
| |

## Étapes
| Étape     | Date     | Villes étapes                                | type                         | Distance (km) | Vainqueur d'étape    | Leader du classement général |
| --------- | -------- | -------------------------------------------- | ---------------------------- | ------------- | -------------------- | ---------------------------- |
| 1re étape | 6 sept.  | Gijón – Gijón                                | contre-la-montre par équipes | 30            | ONCE-Eroski          | Igor González de Galdeano    |
| 2e étape  | 7 sept.  | Gijón – Cangas de Onís                       | étape vallonnée              | 148           | Luis Pérez Rodríguez | Joaquim Rodríguez            |
| 3e étape  | 8 sept.  | Cangas de Onís – Santander                   | étape de plaine              | 154           | Alessandro Petacchi  | Joaquim Rodríguez            |
| 4e étape  | 9 sept.  | Santander – Burgos                           | étape vallonnée              | 151           | Unai Etxebarria      | Isidro Nozal                 |
| 5e étape  | 10 sept. | Soria – Saragosse                            | étape de plaine              | 167           | Alessandro Petacchi  | Isidro Nozal                 |
| 6e étape  | 11 sept. | Saragosse – Saragosse                        | contre-la-montre individuel  | 43,8          | Isidro Nozal         | Isidro Nozal                 |
| 7e étape  | 12 sept. | Huesca – Cauterets                           | étape de montagne            | 190           | Michael Rasmussen    | Isidro Nozal                 |
| 8e étape  | 13 sept. | Cauterets – Pla de Beret                     | étape de montagne            | 166           | Joaquim Rodríguez    | Isidro Nozal                 |
| 9e étape  | 14 sept. | Vielha e Mijaran – port d'Envalira           | étape de montagne            | 175           | Alejandro Valverde   | Isidro Nozal                 |
| 10e étape | 15 sept. | Andorre-la-Vieille – Sabadell                | étape de plaine              | 194           | Erik Zabel           | Isidro Nozal                 |
|           | 16 sept. | Jour de repos                                | Jour de repos                |               |                      |                              |
| 11e étape | 17 sept. | Utiel – Cuenca                               | étape de plaine              | 162           | Erik Zabel           | Isidro Nozal                 |
| 12e étape | 18 sept. | Cuenca – Albacete                            | étape de plaine              | 169           | Alessandro Petacchi  | Isidro Nozal                 |
| 13e étape | 19 sept. | Albacete – Albacete                          | contre-la-montre individuel  | 53,3          | Isidro Nozal         | Isidro Nozal                 |
| 14e étape | 20 sept. | Albacete – Valdepeñas                        | étape de plaine              | 167,5         | Alessandro Petacchi  | Isidro Nozal                 |
| 15e étape | 21 sept. | Valdepeñas – La Pandera                      | étape de montagne            | 172           | Alejandro Valverde   | Isidro Nozal                 |
|           | 22 sept. | Jour de repos                                | Jour de repos                |               |                      |                              |
| 16e étape | 23 sept. | Jaén – Sierra Nevada                         | étape de montagne            | 162           | Félix Cárdenas       | Isidro Nozal                 |
| 17e étape | 24 sept. | Grenade – Cordoue                            | étape vallonnée              | 188           | David Millar         | Isidro Nozal                 |
| 18e étape | 25 sept. | Las Rozas de Madrid – Las Rozas de Madrid    | étape vallonnée              | 143           | Pedro Díaz Lobato    | Isidro Nozal                 |
| 19e étape | 26 sept. | Alcobendas – Collado Villalba                | étape de montagne            | 164           | Filippo Simeoni      | Isidro Nozal                 |
| 20e étape | 27 sept. | San Lorenzo de El Escorial – Alto de Abantos | contre-la-montre individuel  | 11,2          | Roberto Heras        | Roberto Heras                |
| 21e étape | 28 sept. | Madrid – Madrid                              | étape de plaine              | 146           | Alessandro Petacchi  | Roberto Heras                |

## Classements

### Classement général
| \| Classement général \| Classement général \| Classement général \| Classement général \| Classement général \| \| Coureur \| Coureur \| Pays \| Équipe \| Temps \| \| ------------------ \| ------------------------- \| ------------------ \| ------------------------------- \| ------------------ \| \| 1er \| Roberto Heras \| Espagne \| US Postal Service-Berry Floor \| 69 h 31 min 52 s \| \| 2e \| Isidro Nozal \| Espagne \| ONCE-Eroski \| + 28 s \| \| 3e \| Alejandro Valverde \| Espagne \| Kelme-Costa Blanca \| + 2 min 25 s \| \| 4e \| Igor González de Galdeano \| Espagne \| ONCE-Eroski \| + 3 min 27 s \| \| 5e \| Francisco Mancebo \| Espagne \| iBanesto.com \| + 4 min 47 s \| \| 6e \| Manuel Beltrán \| Espagne \| US Postal Service-Berry Floor \| + 5 min 51 s \| \| 7e \| Michael Rasmussen \| Danemark \| Rabobank \| + 5 min 56 s \| \| 8e \| Félix Cárdenas \| Colombie \| Labarca-2-Café Baqué \| + 6 min 33 s \| \| 9e \| Unai Osa \| Espagne \| iBanesto.com \| + 6 min 51 s \| \| 10e \| Luis Pérez Rodríguez \| Espagne \| Cofidis-Le Crédit par Téléphone \| + 7 min 56 s \| \| 11e \| Santos González \| Espagne \| Domina Vacanze-Elitron \| + 9 min 06 s \| \| 12e \| Óscar Sevilla \| Espagne \| Kelme-Costa Blanca \| + 9 min 52 s \| \| 13e \| Michele Scarponi \| Italie \| Domina Vacanze-Elitron \| + 10 min 13 s \| \| 14e \| Marcos Serrano \| Espagne \| ONCE-Eroski \| + 12 min 51 s \| \| 15e \| Félix García Casas \| Espagne \| Team Bianchi \| + 14 min 18 s \| \| 16e \| Txema del Olmo \| Espagne \| Milaneza-MSS \| + 14 min 38 s \| \| 17e \| Óscar Pereiro \| Espagne \| Phonak Hearing Systems \| + 17 min 05 s \| \| 18e \| Iker Flores \| Espagne \| Euskaltel-Euskadi \| + 18 min 31 s \| \| 19e \| Guido Trentin \| Italie \| Cofidis-Le Crédit par Téléphone \| + 29 min 34 s \| \| 20e \| Josep Jufré \| Espagne \| Colchon Relax - Fuenlabrada \| + 33 min 30 s \| \| 21e \| Dario Frigo \| Italie \| Fassa Bortolo \| + 40 min 19 s \| \| 22e \| Íñigo Cuesta \| Espagne \| Cofidis-Le Crédit par Téléphone \| + 41 min 18 s \| \| 23e \| Leonardo Piepoli \| Italie \| iBanesto.com \| + 46 min 45 s \| \| 24e \| Manuel Calvente \| Espagne \| CSC \| + 47 min 54 s \| \| 25e \| Aitor Osa \| Espagne \| iBanesto.com \| + 49 min 39 s \| |                           |          |                                 |                  |
| |                           |          |                                 |                  |
| Source : ProCyclingStats |                           |          |                                 |                  |
| Classement général |                           |          |                                 |                  |
| Coureur | Coureur                   | Pays     | Équipe                          | Temps            |
| 1er | Roberto Heras             | Espagne  | US Postal Service-Berry Floor   | 69 h 31 min 52 s |
| 2e | Isidro Nozal              | Espagne  | ONCE-Eroski                     | + 28 s           |
| 3e | Alejandro Valverde        | Espagne  | Kelme-Costa Blanca              | + 2 min 25 s     |
| 4e | Igor González de Galdeano | Espagne  | ONCE-Eroski                     | + 3 min 27 s     |
| 5e | Francisco Mancebo         | Espagne  | iBanesto.com                    | + 4 min 47 s     |
| 6e | Manuel Beltrán            | Espagne  | US Postal Service-Berry Floor   | + 5 min 51 s     |
| 7e | Michael Rasmussen         | Danemark | Rabobank                        | + 5 min 56 s     |
| 8e | Félix Cárdenas            | Colombie | Labarca-2-Café Baqué            | + 6 min 33 s     |
| 9e | Unai Osa                  | Espagne  | iBanesto.com                    | + 6 min 51 s     |
| 10e | Luis Pérez Rodríguez      | Espagne  | Cofidis-Le Crédit par Téléphone | + 7 min 56 s     |
| 11e | Santos González           | Espagne  | Domina Vacanze-Elitron          | + 9 min 06 s     |
| 12e | Óscar Sevilla             | Espagne  | Kelme-Costa Blanca              | + 9 min 52 s     |
| 13e | Michele Scarponi          | Italie   | Domina Vacanze-Elitron          | + 10 min 13 s    |
| 14e | Marcos Serrano            | Espagne  | ONCE-Eroski                     | + 12 min 51 s    |
| 15e | Félix García Casas        | Espagne  | Team Bianchi                    | + 14 min 18 s    |
| 16e | Txema del Olmo            | Espagne  | Milaneza-MSS                    | + 14 min 38 s    |
| 17e | Óscar Pereiro             | Espagne  | Phonak Hearing Systems          | + 17 min 05 s    |
| 18e | Iker Flores               | Espagne  | Euskaltel-Euskadi               | + 18 min 31 s    |
| 19e | Guido Trentin             | Italie   | Cofidis-Le Crédit par Téléphone | + 29 min 34 s    |
| 20e | Josep Jufré               | Espagne  | Colchon Relax - Fuenlabrada     | + 33 min 30 s    |
| 21e | Dario Frigo               | Italie   | Fassa Bortolo                   | + 40 min 19 s    |
| 22e | Íñigo Cuesta              | Espagne  | Cofidis-Le Crédit par Téléphone | + 41 min 18 s    |
| 23e | Leonardo Piepoli          | Italie   | iBanesto.com                    | + 46 min 45 s    |
| 24e | Manuel Calvente           | Espagne  | CSC                             | + 47 min 54 s    |
| 25e | Aitor Osa                 | Espagne  | iBanesto.com                    | + 49 min 39 s    |

### Classements annexes
| Classement par points | Classement par points | Classement par points | Classement par points         | Classement par points |
| Coureur               | Coureur               | Pays                  | Équipe                        | Points                |
| --------------------- | --------------------- | --------------------- | ----------------------------- | --------------------- |
| 1er                   | Erik Zabel            | Allemagne             | Telekom                       | 181 pts               |
| 2e                    | Alejandro Valverde    | Espagne               | Kelme-Costa Blanca            | 161 pts               |
| 3e                    | Alessandro Petacchi   | Italie                | Fassa Bortolo                 | 160 pts               |
| 4e                    | Félix Cárdenas        | Colombie              | Labarca-2-Café Baqué          | 123 pts               |
| 5e                    | Michael Rasmussen     | Danemark              | Rabobank                      | 99 pts                |
| 6e                    | Isidro Nozal          | Espagne               | ONCE-Eroski                   | 92 pts                |
| 7e                    | Roberto Heras         | Espagne               | US Postal Service-Berry Floor | 83 pts                |
| 8e                    | Ángel Edo             | Espagne               | Milaneza-MSS                  | 82 pts                |
| 9e                    | Unai Osa              | Espagne               | iBanesto.com                  | 81 pts                |
| 10e                   | Fred Rodriguez        | États-Unis            | Vini Caldirola-Saunier Duval  | 80 pts                |

| Classement par points | Classement par points | Classement par points | Classement par points         | Classement par points |
| Coureur               | Coureur               | Pays                  | Équipe                        | Points                |
| --------------------- | --------------------- | --------------------- | ----------------------------- | --------------------- |
| 1er                   | Erik Zabel            | Allemagne             | Telekom                       | 181 pts               |
| 2e                    | Alejandro Valverde    | Espagne               | Kelme-Costa Blanca            | 161 pts               |
| 3e                    | Alessandro Petacchi   | Italie                | Fassa Bortolo                 | 160 pts               |
| 4e                    | Félix Cárdenas        | Colombie              | Labarca-2-Café Baqué          | 123 pts               |
| 5e                    | Michael Rasmussen     | Danemark              | Rabobank                      | 99 pts                |
| 6e                    | Isidro Nozal          | Espagne               | ONCE-Eroski                   | 92 pts                |
| 7e                    | Roberto Heras         | Espagne               | US Postal Service-Berry Floor | 83 pts                |
| 8e                    | Ángel Edo             | Espagne               | Milaneza-MSS                  | 82 pts                |
| 9e                    | Unai Osa              | Espagne               | iBanesto.com                  | 81 pts                |
| 10e                   | Fred Rodriguez        | États-Unis            | Vini Caldirola-Saunier Duval  | 80 pts                |

| Classement de la montagne | Classement de la montagne | Classement de la montagne | Classement de la montagne       | Classement de la montagne |
| Coureur                   | Coureur                   | Pays                      | Équipe                          | Points                    |
| ------------------------- | ------------------------- | ------------------------- | ------------------------------- | ------------------------- |
| 1er                       | Félix Cárdenas            | Colombie                  | Labarca-2-Café Baqué            | 204 pts                   |
| 2e                        | Aitor Osa                 | Espagne                   | iBanesto.com                    | 112 pts                   |
| 3e                        | Joan Horrach              | Espagne                   | Milaneza-MSS                    | 101 pts                   |
| 4e                        | Alejandro Valverde        | Espagne                   | Kelme-Costa Blanca              | 100 pts                   |
| 5e                        | Luis Pérez Rodríguez      | Espagne                   | Cofidis-Le Crédit par Téléphone | 72 pts                    |
| 6e                        | Roberto Heras             | Espagne                   | US Postal Service-Berry Floor   | 64 pts                    |
| 7e                        | Constantino Zaballa       | Espagne                   | Kelme-Costa Blanca              | 58 pts                    |
| 8e                        | Josep Jufré               | Espagne                   | Colchon Relax - Fuenlabrada     | 57 pts                    |
| 9e                        | Michael Rasmussen         | Danemark                  | Rabobank                        | 56 pts                    |
| 10e                       | Unai Osa                  | Espagne                   | iBanesto.com                    | 52 pts                    |

| Classement de la montagne | Classement de la montagne | Classement de la montagne | Classement de la montagne       | Classement de la montagne |
| Coureur                   | Coureur                   | Pays                      | Équipe                          | Points                    |
| ------------------------- | ------------------------- | ------------------------- | ------------------------------- | ------------------------- |
| 1er                       | Félix Cárdenas            | Colombie                  | Labarca-2-Café Baqué            | 204 pts                   |
| 2e                        | Aitor Osa                 | Espagne                   | iBanesto.com                    | 112 pts                   |
| 3e                        | Joan Horrach              | Espagne                   | Milaneza-MSS                    | 101 pts                   |
| 4e                        | Alejandro Valverde        | Espagne                   | Kelme-Costa Blanca              | 100 pts                   |
| 5e                        | Luis Pérez Rodríguez      | Espagne                   | Cofidis-Le Crédit par Téléphone | 72 pts                    |
| 6e                        | Roberto Heras             | Espagne                   | US Postal Service-Berry Floor   | 64 pts                    |
| 7e                        | Constantino Zaballa       | Espagne                   | Kelme-Costa Blanca              | 58 pts                    |
| 8e                        | Josep Jufré               | Espagne                   | Colchon Relax - Fuenlabrada     | 57 pts                    |
| 9e                        | Michael Rasmussen         | Danemark                  | Rabobank                        | 56 pts                    |
| 10e                       | Unai Osa                  | Espagne                   | iBanesto.com                    | 52 pts                    |

| Classement par équipes | Classement par équipes          | Classement par équipes | Classement par équipes |
| Équipe                 | Équipe                          | Pays                   | Temps                  |
| ---------------------- | ------------------------------- | ---------------------- | ---------------------- |
| 1re                    | iBanesto.com                    | Espagne                | 208 h 43 min 05 s      |
| 2e                     | ONCE-Eroski                     | Espagne                | + 1 min 03 s           |
| 3e                     | Kelme-Costa Blanca              | Espagne                | + 17 min 07 s          |
| 4e                     | Cofidis-Le Crédit par Téléphone | France                 | + 30 min 22 s          |
| 5e                     | Milaneza-MSS                    | Portugal               | + 37 min 38 s          |
| 6e                     | Euskaltel-Euskadi               | Espagne                | + 38 min 11 s          |
| 7e                     | Domina Vacanze-Elitron          | Italie                 | + 56 min 54 s          |
| 8e                     | US Postal Service-Berry Floor   | États-Unis             | + 1 h 31 min 45 s      |
| 9e                     | Fassa Bortolo                   | Italie                 | + 2 h 02 min 51 s      |
| 10e                    | Colchon Relax - Fuenlabrada     | Espagne                | + 2 h 36 min 14 s      |

| Classement par équipes | Classement par équipes          | Classement par équipes | Classement par équipes |
| Équipe                 | Équipe                          | Pays                   | Temps                  |
| ---------------------- | ------------------------------- | ---------------------- | ---------------------- |
| 1re                    | iBanesto.com                    | Espagne                | 208 h 43 min 05 s      |
| 2e                     | ONCE-Eroski                     | Espagne                | + 1 min 03 s           |
| 3e                     | Kelme-Costa Blanca              | Espagne                | + 17 min 07 s          |
| 4e                     | Cofidis-Le Crédit par Téléphone | France                 | + 30 min 22 s          |
| 5e                     | Milaneza-MSS                    | Portugal               | + 37 min 38 s          |
| 6e                     | Euskaltel-Euskadi               | Espagne                | + 38 min 11 s          |
| 7e                     | Domina Vacanze-Elitron          | Italie                 | + 56 min 54 s          |
| 8e                     | US Postal Service-Berry Floor   | États-Unis             | + 1 h 31 min 45 s      |
| 9e                     | Fassa Bortolo                   | Italie                 | + 2 h 02 min 51 s      |
| 10e                    | Colchon Relax - Fuenlabrada     | Espagne                | + 2 h 36 min 14 s      |

| Classement du combiné | Classement du combiné | Classement du combiné | Classement du combiné           | Classement du combiné |
| Coureur               | Coureur               | Pays                  | Équipe                          | Points                |
| --------------------- | --------------------- | --------------------- | ------------------------------- | --------------------- |
| 1er                   | Alejandro Valverde    | Espagne               | Kelme-Costa Blanca              | 9 pts                 |
| 2e                    | Félix Cárdenas        | Colombie              | Labarca-2-Café Baqué            | 13 pts                |
| 3e                    | Roberto Heras         | Espagne               | US Postal Service-Berry Floor   | 14 pts                |
| 4e                    | Michael Rasmussen     | Danemark              | Rabobank                        | 21 pts                |
| 5e                    | Isidro Nozal          | Espagne               | ONCE-Eroski                     | 27 pts                |
| 6e                    | Unai Osa              | Espagne               | iBanesto.com                    | 28 pts                |
| 7e                    | Luis Pérez Rodríguez  | Espagne               | Cofidis-Le Crédit par Téléphone | 29 pts                |
| 8e                    | Óscar Sevilla         | Espagne               | Kelme-Costa Blanca              | 38 pts                |
| 9e                    | Francisco Mancebo     | Espagne               | iBanesto.com                    | 47 pts                |
| 10e                   | Constantino Zaballa   | Espagne               | Kelme-Costa Blanca              | 53 pts                |

| Classement du combiné | Classement du combiné | Classement du combiné | Classement du combiné           | Classement du combiné |
| Coureur               | Coureur               | Pays                  | Équipe                          | Points                |
| --------------------- | --------------------- | --------------------- | ------------------------------- | --------------------- |
| 1er                   | Alejandro Valverde    | Espagne               | Kelme-Costa Blanca              | 9 pts                 |
| 2e                    | Félix Cárdenas        | Colombie              | Labarca-2-Café Baqué            | 13 pts                |
| 3e                    | Roberto Heras         | Espagne               | US Postal Service-Berry Floor   | 14 pts                |
| 4e                    | Michael Rasmussen     | Danemark              | Rabobank                        | 21 pts                |
| 5e                    | Isidro Nozal          | Espagne               | ONCE-Eroski                     | 27 pts                |
| 6e                    | Unai Osa              | Espagne               | iBanesto.com                    | 28 pts                |
| 7e                    | Luis Pérez Rodríguez  | Espagne               | Cofidis-Le Crédit par Téléphone | 29 pts                |
| 8e                    | Óscar Sevilla         | Espagne               | Kelme-Costa Blanca              | 38 pts                |
| 9e                    | Francisco Mancebo     | Espagne               | iBanesto.com                    | 47 pts                |
| 10e                   | Constantino Zaballa   | Espagne               | Kelme-Costa Blanca              | 53 pts                |

### Évolution des classements
| Étape              | Vainqueur            | Classement général        | Classement par points     | Classement de la montagne | Classement du combiné     | Classement par équipes |
| ------------------ | -------------------- | ------------------------- | ------------------------- | ------------------------- | ------------------------- | ---------------------- |
| 1                  | ONCE-Eroski          | Igor González de Galdeano | Igor González de Galdeano | Jan Hruska                | Igor González de Galdeano | ONCE-Eroski            |
| 2                  | Luis Pérez Rodríguez | Joaquim Rodríguez         | Joaquim Rodríguez         | Luis Pérez Rodríguez      | Luis Pérez Rodríguez      | ONCE-Eroski            |
| 3                  | Alessandro Petacchi  | Joaquim Rodríguez         | Joaquim Rodríguez         | Luis Pérez Rodríguez      | Luis Pérez Rodríguez      | ONCE-Eroski            |
| 4                  | Unai Etxebarria      | Isidro Nozal              | David Etxebarria          | Felix Cardenas            | Isidro Nozal              | ONCE-Eroski            |
| 5                  | Alessandro Petacchi  | Isidro Nozal              | Alessandro Petacchi       | Felix Cardenas            | Isidro Nozal              | ONCE-Eroski            |
| 6                  | Isidro Nozal         | Isidro Nozal              | Alessandro Petacchi       | Felix Cardenas            | Isidro Nozal              | ONCE-Eroski            |
| 7                  | Michael Rasmussen    | Isidro Nozal              | Alessandro Petacchi       | Felix Cardenas            | Isidro Nozal              | ONCE-Eroski            |
| 8                  | Joaquim Rodríguez    | Isidro Nozal              | Joaquim Rodríguez         | Joan Horrach              | Isidro Nozal              | ONCE-Eroski            |
| 9                  | Alejandro Valverde   | Isidro Nozal              | Isidro Nozal              | Felix Cardenas            | Isidro Nozal              | ONCE-Eroski            |
| 10                 | Erik Zabel           | Isidro Nozal              | Alessandro Petacchi       | Felix Cardenas            | Alejandro Valverde        | ONCE-Eroski            |
| 11                 | Erik Zabel           | Isidro Nozal              | Erik Zabel                | Felix Cardenas            | Alejandro Valverde        | ONCE-Eroski            |
| 12                 | Alessandro Petacchi  | Isidro Nozal              | Erik Zabel                | Felix Cardenas            | Isidro Nozal              | ONCE-Eroski            |
| 13                 | Isidro Nozal         | Isidro Nozal              | Erik Zabel                | Felix Cardenas            | Isidro Nozal              | ONCE-Eroski            |
| 14                 | Alessandro Petacchi  | Isidro Nozal              | Alessandro Petacchi       | Felix Cardenas            | Isidro Nozal              | ONCE-Eroski            |
| 15                 | Alejandro Valverde   | Isidro Nozal              | Erik Zabel                | Felix Cardenas            | Alejandro Valverde        | ONCE-Eroski            |
| 16                 | Félix Cárdenas       | Isidro Nozal              | Erik Zabel                | Felix Cardenas            | Alejandro Valverde        | ONCE-Eroski            |
| 17                 | David Millar         | Isidro Nozal              | Erik Zabel                | Felix Cardenas            | Alejandro Valverde        | ONCE-Eroski            |
| 18                 | Pedro Díaz Lobato    | Isidro Nozal              | Erik Zabel                | Felix Cardenas            | Alejandro Valverde        | ONCE-Eroski            |
| 19                 | Filippo Simeoni      | Isidro Nozal              | Erik Zabel                | Felix Cardenas            | Alejandro Valverde        | ONCE-Eroski            |
| 20                 | Roberto Heras        | Roberto Heras             | Alejandro Valverde        | Felix Cardenas            | Alejandro Valverde        | iBanesto.com           |
| 21                 | Alessandro Petacchi  | Roberto Heras             | Erik Zabel                | Felix Cardenas            | Alejandro Valverde        | iBanesto.com           |
| Classements finals | Classements finals   | Roberto Heras             | Erik Zabel                | Felix Cardenas            | Alejandro Valverde        | iBanesto.com           |

## Liste des partants
| Fassa Bortolo FAS | Fassa Bortolo FAS              | Fassa Bortolo FAS |
| ----------------- | ------------------------------ | ----------------- |
| Num               | Coureur                        | Pos               |
| 1                 | Aitor González (ESP)           | AB-14             |
| 2                 | Juan José de los Ángeles (ESP) | 83e               |
| 3                 | Dario Frigo (ITA)              | 21e               |
| 4                 | Volodymyr Gustov (UKR)         | 64e               |
| 5                 | Sergueï Ivanov (RUS)           | 103e              |
| 6                 | Alessandro Petacchi (ITA)      | 120e              |
| 7                 | Matteo Tosatto (ITA)           | 134e              |
| 8                 | Guido Trenti (ITA)             | 153e              |
| 9                 | Sven Montgomery (SUI)          | NP-18             |

| US Postal Service-Berry Floor USP | US Postal Service-Berry Floor USP | US Postal Service-Berry Floor USP |
| --------------------------------- | --------------------------------- | --------------------------------- |
| Num                               | Coureur                           | Pos                               |
| 11                                | Roberto Heras (ESP)               | 1er                               |
| 12                                | Michael Barry (CAN)               | 78e                               |
| 13                                | Manuel Beltrán (ESP)              | 6e                                |
| 14                                | George Hincapie (USA)             | NP-16                             |
| 15                                | Benoît Joachim (LUX)              | 81e                               |
| 16                                | Floyd Landis (USA)                | 76e                               |
| 17                                | Matthew White (AUS)               | 127e                              |
| 18                                | José Luis Rubiera (ESP)           | 80e                               |
| 19                                | Max van Heeswijk (NED)            | 139e                              |

| ONCE-Eroski ONC | ONCE-Eroski ONC                 | ONCE-Eroski ONC |
| --------------- | ------------------------------- | --------------- |
| Num             | Coureur                         | Pos             |
| 21              | Igor González de Galdeano (ESP) | 4e              |
| 22              | José Azevedo (POR)              | NP-10           |
| 23              | Marcos Serrano (ESP)            | 14e             |
| 24              | Jan Hruška (CZE)                | 123e            |
| 25              | Jörg Jaksche (GER)              | 129e            |
| 26              | Isidro Nozal (ESP)              | 2e              |
| 27              | Mikel Pradera (ESP)             | 119e            |
| 28              | Joaquim Rodríguez (ESP)         | 26e             |
| 29              | Ángel Vicioso (ESP)             | 67e             |

| Alessio ALS | Alessio ALS                | Alessio ALS |
| ----------- | -------------------------- | ----------- |
| Num         | Coureur                    | Pos         |
| 31          | Alessandro Bertolini (ITA) | 112e        |
| 32          | Andrea Brognara (ITA)      | HD-8        |
| 33          | Stefano Casagranda (ITA)   | 135e        |
| 34          | Alberto Vinale (ITA)       | 151e        |
| 35          | Angelo Furlan (ITA)        | 150e        |
| 36          | Ruslan Ivanov (MDA)        | HD-8        |
| 37          | Denis Lunghi (ITA)         | 50e         |
| 38          | Cristian Moreni (ITA)      | 49e         |
| 39          | Davide Frattini (ITA)      | DQ-7        |

| Cofidis-Le Crédit par Téléphone COF | Cofidis-Le Crédit par Téléphone COF | Cofidis-Le Crédit par Téléphone COF |
| ----------------------------------- | ----------------------------------- | ----------------------------------- |
| Num                                 | Coureur                             | Pos                                 |
| 41                                  | David Millar (GBR)                  | 102e                                |
| 42                                  | Daniel Atienza (ESP)                | 32e                                 |
| 43                                  | Angelo Lopeboselli (ITA)            | 90e                                 |
| 44                                  | Íñigo Cuesta (ESP)                  | 22e                                 |
| 45                                  | Peter Farazijn (BEL)                | NP-14                               |
| 46                                  | Bingen Fernández (ESP)              | 85e                                 |
| 47                                  | Dmitriy Fofonov (KAZ)               | 105e                                |
| 48                                  | Luis Pérez Rodríguez (ESP)          | 10e                                 |
| 49                                  | Guido Trentin (ITA)                 | 19e                                 |

| Colchon Relax - Fuenlabrada ___ | Colchon Relax - Fuenlabrada ___ | Colchon Relax - Fuenlabrada ___ |
| ------------------------------- | ------------------------------- | ------------------------------- |
| Num                             | Coureur                         | Pos                             |
| 51                              | Santiago Blanco (ESP)           | 61e                             |
| 52                              | Nacor Burgos (ESP)              | 89e                             |
| 53                              | Josep Jufré (ESP)               | 20e                             |
| 54                              | Óscar Laguna (ESP)              | 109e                            |
| 55                              | José Manuel Maestre (ESP)       | 159e                            |
| 56                              | David Navas (ESP)               | 71e                             |
| 57                              | Germán Nieto (ESP)              | 155e                            |
| 58                              | Benjamín Noval (ESP)            | 45e                             |
| 59                              | José Luis Rebollo (ESP)         | 43e                             |

| Domina Vacanze-Elitron DVE | Domina Vacanze-Elitron DVE           | Domina Vacanze-Elitron DVE |
| -------------------------- | ------------------------------------ | -------------------------- |
| Num                        | Coureur                              | Pos                        |
| 61                         | Mario Cipollini (ITA)                | NP-2                       |
| 62                         | Santos González (ESP)                | 11e                        |
| 63                         | Giovanni Lombardi (ITA)              | 79e                        |
| 64                         | Miguel Ángel Martín Perdiguero (ESP) | 36e                        |
| 65                         | Gianpaolo Mondini (ITA)              | 131e                       |
| 66                         | Kyrylo Pospyeyev (UKR)               | 37e                        |
| 67                         | Michele Scarponi (ITA)               | 13e                        |
| 68                         | Francesco Secchiari (ITA)            | AB-7                       |
| 69                         | Filippo Simeoni (ITA)                | 118e                       |

| Euskaltel-Euskadi EUS | Euskaltel-Euskadi EUS       | Euskaltel-Euskadi EUS |
| --------------------- | --------------------------- | --------------------- |
| Num                   | Coureur                     | Pos                   |
| 71                    | Gorka Arrizabalaga (ESP)    | 98e                   |
| 72                    | David Etxebarria (ESP)      | 29e                   |
| 73                    | Unai Etxebarria (VEN)       | 54e                   |
| 74                    | Iker Flores (ESP)           | 18e                   |
| 75                    | Gorka González (ESP)        | 38e                   |
| 76                    | Iñaki Isasi (ESP)           | 91e                   |
| 77                    | Roberto Laiseka (ESP)       | 60e                   |
| 78                    | José Alberto Martínez (ESP) | 31e                   |
| 79                    | Gorka Gerrikagoitia (ESP)   | NP-18                 |

| iBanesto.com BAN | iBanesto.com BAN                 | iBanesto.com BAN |
| ---------------- | -------------------------------- | ---------------- |
| Num              | Coureur                          | Pos              |
| 81               | José Luis Arrieta (ESP)          | 106e             |
| 82               | José Vicente García Acosta (ESP) | 104e             |
| 83               | Eladio Jiménez (ESP)             | 48e              |
| 84               | Pablo Lastras (ESP)              | 55e              |
| 85               | Francisco Mancebo (ESP)          | 5e               |
| 86               | Aitor Osa (ESP)                  | 25e              |
| 87               | Unai Osa (ESP)                   | 9e               |
| 88               | Leonardo Piepoli (ITA)           | 23e              |
| 89               | Juan Miguel Mercado (ESP)        | 56e              |

| Kelme-Costa Blanca KEL | Kelme-Costa Blanca KEL       | Kelme-Costa Blanca KEL |
| ---------------------- | ---------------------------- | ---------------------- |
| Num                    | Coureur                      | Pos                    |
| 91                     | Óscar Sevilla (ESP)          | 12e                    |
| 92                     | Francisco Cabello (ESP)      | 113e                   |
| 93                     | Jesús Manzano (ESP)          | NP-20                  |
| 94                     | Carlos García Quesada (ESP)  | 74e                    |
| 95                     | José Enrique Gutiérrez (ESP) | 34e                    |
| 96                     | David Latasa (ESP)           | 46e                    |
| 97                     | Antonio Tauler (ESP)         | 97e                    |
| 98                     | Alejandro Valverde (ESP)     | 3e                     |
| 99                     | Constantino Zaballa (ESP)    | 30e                    |

| Labarca-2-Café Baqué ___ | Labarca-2-Café Baqué ___          | Labarca-2-Café Baqué ___ |
| ------------------------ | --------------------------------- | ------------------------ |
| Num                      | Coureur                           | Pos                      |
| 101                      | Gustavo Otero (ESP)               | 115e                     |
| 102                      | Félix Cárdenas (COL)              | 8e                       |
| 103                      | Francisco Cerezo (ESP)            | 96e                      |
| 104                      | César García (ESP)                | 111e                     |
| 105                      | José Javier Gómez (ESP)           | AB-11                    |
| 106                      | Francisco Gutiérrez Álvarez (ESP) | 158e                     |
| 107                      | Iván Herrero (ESP)                | 130e                     |
| 108                      | David López García (ESP)          | 47e                      |
| 109                      | Sergio Perez (ESP)                | DQ-9                     |

| Lampre LAM | Lampre LAM                  | Lampre LAM |
| ---------- | --------------------------- | ---------- |
| Num        | Coureur                     | Pos        |
| 111        | Wladimir Belli (ITA)        | NP-16      |
| 112        | Rubens Bertogliati (SUI)    | 154e       |
| 113        | Simone Bertoletti (ITA)     | 143e       |
| 114        | Mariano Piccoli (ITA)       | 99e        |
| 115        | Alessandro Cortinovis (ITA) | NP-6       |
| 116        | Juan Manuel Gárate (ESP)    | 69e        |
| 117        | Daniele Righi (ITA)         | 125e       |
| 118        | Patxi Vila (ESP)            | 52e        |
| 119        | Ján Svorada (CZE)           | AB-7       |

| Milaneza-MSS MIL | Milaneza-MSS MIL           | Milaneza-MSS MIL |
| ---------------- | -------------------------- | ---------------- |
| Num              | Coureur                    | Pos              |
| 121              | Claus Michael Møller (DEN) | 33e              |
| 122              | Gonçalo Amorim (POR)       | 39e              |
| 123              | Paulo Barroso (POR)        | 132e             |
| 124              | Pedro Cardoso (POR)        | 40e              |
| 125              | Txema del Olmo (ESP)       | 16e              |
| 126              | Ángel Edo (ESP)            | 70e              |
| 127              | Joan Horrach (ESP)         | 28e              |
| 128              | Fabian Jeker (SUI)         | 65e              |
| 129              | Renato Silva (POR)         | 68e              |

| Paternina-Costa de Almería ALM | Paternina-Costa de Almería ALM    | Paternina-Costa de Almería ALM |
| ------------------------------ | --------------------------------- | ------------------------------ |
| Num                            | Coureur                           | Pos                            |
| 131                            | José Antonio Pecharromán (ESP)    | AB-5                           |
| 132                            | Rafael Casero (ESP)               | 86e                            |
| 133                            | Pedro Díaz Lobato (ESP)           | 117e                           |
| 134                            | Jorge Ferrío (ESP)                | 57e                            |
| 135                            | Domingo José Segado (ESP)         | AB-19                          |
| 136                            | Carlos Ramon Golbano García (ESP) | 84e                            |
| 137                            | José Luis Martínez Jiménez (ESP)  | 63e                            |
| 138                            | Carlos Torrent (ESP)              | 41e                            |
| 139                            | Joaquín López (ESP)               | 93e                            |

| Phonak Hearing Systems PHO | Phonak Hearing Systems PHO  | Phonak Hearing Systems PHO |
| -------------------------- | --------------------------- | -------------------------- |
| Num                        | Coureur                     | Pos                        |
| 141                        | Alex Zülle (SUI)            | AB-9                       |
| 142                        | Niki Aebersold (SUI)        | 144e                       |
| 143                        | Gonzalo Bayarri (ESP)       | 157e                       |
| 144                        | Cyril Dessel (FRA)          | AB-7                       |
| 145                        | Juan Carlos Domínguez (ESP) | AB-8                       |
| 146                        | Bert Grabsch (GER)          | 88e                        |
| 147                        | Óscar Pereiro (ESP)         | 17e                        |
| 148                        | Santiago Pérez (ESP)        | 44e                        |
| 149                        | Aliaksandr Usau (BLR)       | 145e                       |

| Quick Step-Davitamon QSD | Quick Step-Davitamon QSD  | Quick Step-Davitamon QSD |
| ------------------------ | ------------------------- | ------------------------ |
| Num                      | Coureur                   | Pos                      |
| 151                      | Richard Virenque (FRA)    | DQ-9                     |
| 152                      | Tom Boonen (BEL)          | 92e                      |
| 153                      | David Cañada (ESP)        | 53e                      |
| 154                      | Pedro Horrillo (ESP)      | 124e                     |
| 155                      | Patrik Sinkewitz (GER)    | 73e                      |
| 156                      | Bram Tankink (NED)        | 64e                      |
| 157                      | Kurt Van de Wouwer (BEL)  | 66e                      |
| 158                      | Frank Vandenbroucke (BEL) | AB-7                     |
| 159                      | Jurgen Van Goolen (BEL)   | 42e                      |

| Rabobank RAB | Rabobank RAB            | Rabobank RAB |
| ------------ | ----------------------- | ------------ |
| Num          | Coureur                 | Pos          |
| 161          | Steven de Jongh (NED)   | 146e         |
| 162          | Jan Boven (NED)         | 141e         |
| 163          | Addy Engels (NED)       | 114e         |
| 164          | Mathew Hayman (AUS)     | 137e         |
| 165          | Karsten Kroon (NED)     | 100e         |
| 166          | Levi Leipheimer (USA)   | 58e          |
| 167          | Michael Rasmussen (DEN) | 7e           |
| 168          | Ronald Mutsaars (NED)   | 138e         |
| 169          | Beat Zberg (SUI)        | 77e          |

| Saeco SAE | Saeco SAE              | Saeco SAE |
| --------- | ---------------------- | --------- |
| Num       | Coureur                | Pos       |
| 171       | Igor Astarloa (ESP)    | NP-11     |
| 172       | Giosuè Bonomi (ITA)    | AB-4      |
| 173       | Antonio Bucciero (ITA) | AB-10     |
| 174       | Juan Fuentes (ESP)     | 121e      |
| 175       | Gerrit Glomser (AUT)   | DQ-7      |
| 176       | Nicola Gavazzi (ITA)   | DQ-3      |
| 177       | Cristian Pepoli (ITA)  | 148e      |
| 178       | Igor Pugaci (MDA)      | 147e      |
| 179       | Ivan Quaranta (ITA)    | AB-1      |

| Team Bianchi TBI | Team Bianchi TBI          | Team Bianchi TBI |
| ---------------- | ------------------------- | ---------------- |
| Num              | Coureur                   | Pos              |
| 181              | Ángel Casero (ESP)        | NP-13            |
| 182              | Félix García Casas (ESP)  | 15e              |
| 183              | Aitor Garmendia (ESP)     | 122e             |
| 184              | Fabrizio Guidi (ITA)      | 82e              |
| 185              | Jaime Hernández (ESP)     | AB               |
| 186              | Francisco José Lara (ESP) | 59e              |
| 187              | David Plaza (ESP)         | 22e              |
| 188              | Thorsten Rund (GER)       | 142e             |
| 189              | Raphael Schweda (GER)     | 104e             |

| CSC | CSC                        | CSC  |
| --- | -------------------------- | ---- |
| Num | Coureur                    | Pos  |
| 191 | Carlos Sastre (ESP)        | 35e  |
| 192 | Thomas Bruun Eriksen (DEN) | 149e |
| 193 | Manuel Calvente (ESP)      | 24e  |
| 194 | Bekim Christensen          | 136e |
| 195 | Julian Dean (NZL)          | HD-7 |
| 196 | Peter Luttenberger (AUT)   | 62e  |
| 197 | Fränk Schleck (LUX)        | HD-8 |
| 198 | Nicki Sørensen (DEN)       | 87e  |
| 199 | Michael Sandstød (DEN)     | 152e |

| Telekom TEL | Telekom TEL            | Telekom TEL |
| ----------- | ---------------------- | ----------- |
| Num         | Coureur                | Pos         |
| 201         | Erik Zabel (GER)       | 72e         |
| 202         | Mario Aerts (BEL)      | 51e         |
| 203         | Cadel Evans (AUS)      | NP-4        |
| 204         | Jan Schaffrath (GER)   | AB-4        |
| 205         | Torsten Hiekmann (GER) | 75e         |
| 206         | Bobby Julich (USA)     | 95e         |
| 207         | Stephan Schreck (GER)  | 101e        |
| 208         | Christian Werner (GER) | 27e         |
| 209         | Steffen Wesemann (GER) | 110e        |

| Vini Caldirola-Saunier Duval ___ | Vini Caldirola-Saunier Duval ___ | Vini Caldirola-Saunier Duval ___ |
| -------------------------------- | -------------------------------- | -------------------------------- |
| Num                              | Coureur                          | Pos                              |
| 211                              | Massimo Apollonio (ITA)          | AB-7                             |
| 212                              | Gianluca Sironi (ITA)            | 140e                             |
| 213                              | Patrick Calcagni (SUI)           | 128e                             |
| 214                              | Giampaolo Cheula (ITA)           | 107e                             |
| 215                              | David de la Fuente (ESP)         | 156e                             |
| 216                              | Simone Masciarelli (ITA)         | 126e                             |
| 217                              | Pietro Zucconi (SUI)             | 133e                             |
| 218                              | Oscar Mason (ITA)                | NP-4                             |
| 219                              | Fred Rodriguez (USA)             | 116e                             |

| Fassa Bortolo FAS | Fassa Bortolo FAS              | Fassa Bortolo FAS |
| ----------------- | ------------------------------ | ----------------- |
| Num               | Coureur                        | Pos               |
| 1                 | Aitor González (ESP)           | AB-14             |
| 2                 | Juan José de los Ángeles (ESP) | 83e               |
| 3                 | Dario Frigo (ITA)              | 21e               |
| 4                 | Volodymyr Gustov (UKR)         | 64e               |
| 5                 | Sergueï Ivanov (RUS)           | 103e              |
| 6                 | Alessandro Petacchi (ITA)      | 120e              |
| 7                 | Matteo Tosatto (ITA)           | 134e              |
| 8                 | Guido Trenti (ITA)             | 153e              |
| 9                 | Sven Montgomery (SUI)          | NP-18             |

| US Postal Service-Berry Floor USP | US Postal Service-Berry Floor USP | US Postal Service-Berry Floor USP |
| --------------------------------- | --------------------------------- | --------------------------------- |
| Num                               | Coureur                           | Pos                               |
| 11                                | Roberto Heras (ESP)               | 1er                               |
| 12                                | Michael Barry (CAN)               | 78e                               |
| 13                                | Manuel Beltrán (ESP)              | 6e                                |
| 14                                | George Hincapie (USA)             | NP-16                             |
| 15                                | Benoît Joachim (LUX)              | 81e                               |
| 16                                | Floyd Landis (USA)                | 76e                               |
| 17                                | Matthew White (AUS)               | 127e                              |
| 18                                | José Luis Rubiera (ESP)           | 80e                               |
| 19                                | Max van Heeswijk (NED)            | 139e                              |

| ONCE-Eroski ONC | ONCE-Eroski ONC                 | ONCE-Eroski ONC |
| --------------- | ------------------------------- | --------------- |
| Num             | Coureur                         | Pos             |
| 21              | Igor González de Galdeano (ESP) | 4e              |
| 22              | José Azevedo (POR)              | NP-10           |
| 23              | Marcos Serrano (ESP)            | 14e             |
| 24              | Jan Hruška (CZE)                | 123e            |
| 25              | Jörg Jaksche (GER)              | 129e            |
| 26              | Isidro Nozal (ESP)              | 2e              |
| 27              | Mikel Pradera (ESP)             | 119e            |
| 28              | Joaquim Rodríguez (ESP)         | 26e             |
| 29              | Ángel Vicioso (ESP)             | 67e             |

| Alessio ALS | Alessio ALS                | Alessio ALS |
| ----------- | -------------------------- | ----------- |
| Num         | Coureur                    | Pos         |
| 31          | Alessandro Bertolini (ITA) | 112e        |
| 32          | Andrea Brognara (ITA)      | HD-8        |
| 33          | Stefano Casagranda (ITA)   | 135e        |
| 34          | Alberto Vinale (ITA)       | 151e        |
| 35          | Angelo Furlan (ITA)        | 150e        |
| 36          | Ruslan Ivanov (MDA)        | HD-8        |
| 37          | Denis Lunghi (ITA)         | 50e         |
| 38          | Cristian Moreni (ITA)      | 49e         |
| 39          | Davide Frattini (ITA)      | DQ-7        |

| Cofidis-Le Crédit par Téléphone COF | Cofidis-Le Crédit par Téléphone COF | Cofidis-Le Crédit par Téléphone COF |
| ----------------------------------- | ----------------------------------- | ----------------------------------- |
| Num                                 | Coureur                             | Pos                                 |
| 41                                  | David Millar (GBR)                  | 102e                                |
| 42                                  | Daniel Atienza (ESP)                | 32e                                 |
| 43                                  | Angelo Lopeboselli (ITA)            | 90e                                 |
| 44                                  | Íñigo Cuesta (ESP)                  | 22e                                 |
| 45                                  | Peter Farazijn (BEL)                | NP-14                               |
| 46                                  | Bingen Fernández (ESP)              | 85e                                 |
| 47                                  | Dmitriy Fofonov (KAZ)               | 105e                                |
| 48                                  | Luis Pérez Rodríguez (ESP)          | 10e                                 |
| 49                                  | Guido Trentin (ITA)                 | 19e                                 |

| Colchon Relax - Fuenlabrada ___ | Colchon Relax - Fuenlabrada ___ | Colchon Relax - Fuenlabrada ___ |
| ------------------------------- | ------------------------------- | ------------------------------- |
| Num                             | Coureur                         | Pos                             |
| 51                              | Santiago Blanco (ESP)           | 61e                             |
| 52                              | Nacor Burgos (ESP)              | 89e                             |
| 53                              | Josep Jufré (ESP)               | 20e                             |
| 54                              | Óscar Laguna (ESP)              | 109e                            |
| 55                              | José Manuel Maestre (ESP)       | 159e                            |
| 56                              | David Navas (ESP)               | 71e                             |
| 57                              | Germán Nieto (ESP)              | 155e                            |
| 58                              | Benjamín Noval (ESP)            | 45e                             |
| 59                              | José Luis Rebollo (ESP)         | 43e                             |

| Domina Vacanze-Elitron DVE | Domina Vacanze-Elitron DVE           | Domina Vacanze-Elitron DVE |
| -------------------------- | ------------------------------------ | -------------------------- |
| Num                        | Coureur                              | Pos                        |
| 61                         | Mario Cipollini (ITA)                | NP-2                       |
| 62                         | Santos González (ESP)                | 11e                        |
| 63                         | Giovanni Lombardi (ITA)              | 79e                        |
| 64                         | Miguel Ángel Martín Perdiguero (ESP) | 36e                        |
| 65                         | Gianpaolo Mondini (ITA)              | 131e                       |
| 66                         | Kyrylo Pospyeyev (UKR)               | 37e                        |
| 67                         | Michele Scarponi (ITA)               | 13e                        |
| 68                         | Francesco Secchiari (ITA)            | AB-7                       |
| 69                         | Filippo Simeoni (ITA)                | 118e                       |

| Euskaltel-Euskadi EUS | Euskaltel-Euskadi EUS       | Euskaltel-Euskadi EUS |
| --------------------- | --------------------------- | --------------------- |
| Num                   | Coureur                     | Pos                   |
| 71                    | Gorka Arrizabalaga (ESP)    | 98e                   |
| 72                    | David Etxebarria (ESP)      | 29e                   |
| 73                    | Unai Etxebarria (VEN)       | 54e                   |
| 74                    | Iker Flores (ESP)           | 18e                   |
| 75                    | Gorka González (ESP)        | 38e                   |
| 76                    | Iñaki Isasi (ESP)           | 91e                   |
| 77                    | Roberto Laiseka (ESP)       | 60e                   |
| 78                    | José Alberto Martínez (ESP) | 31e                   |
| 79                    | Gorka Gerrikagoitia (ESP)   | NP-18                 |

| iBanesto.com BAN | iBanesto.com BAN                 | iBanesto.com BAN |
| ---------------- | -------------------------------- | ---------------- |
| Num              | Coureur                          | Pos              |
| 81               | José Luis Arrieta (ESP)          | 106e             |
| 82               | José Vicente García Acosta (ESP) | 104e             |
| 83               | Eladio Jiménez (ESP)             | 48e              |
| 84               | Pablo Lastras (ESP)              | 55e              |
| 85               | Francisco Mancebo (ESP)          | 5e               |
| 86               | Aitor Osa (ESP)                  | 25e              |
| 87               | Unai Osa (ESP)                   | 9e               |
| 88               | Leonardo Piepoli (ITA)           | 23e              |
| 89               | Juan Miguel Mercado (ESP)        | 56e              |

| Kelme-Costa Blanca KEL | Kelme-Costa Blanca KEL       | Kelme-Costa Blanca KEL |
| ---------------------- | ---------------------------- | ---------------------- |
| Num                    | Coureur                      | Pos                    |
| 91                     | Óscar Sevilla (ESP)          | 12e                    |
| 92                     | Francisco Cabello (ESP)      | 113e                   |
| 93                     | Jesús Manzano (ESP)          | NP-20                  |
| 94                     | Carlos García Quesada (ESP)  | 74e                    |
| 95                     | José Enrique Gutiérrez (ESP) | 34e                    |
| 96                     | David Latasa (ESP)           | 46e                    |
| 97                     | Antonio Tauler (ESP)         | 97e                    |
| 98                     | Alejandro Valverde (ESP)     | 3e                     |
| 99                     | Constantino Zaballa (ESP)    | 30e                    |

| Labarca-2-Café Baqué ___ | Labarca-2-Café Baqué ___          | Labarca-2-Café Baqué ___ |
| ------------------------ | --------------------------------- | ------------------------ |
| Num                      | Coureur                           | Pos                      |
| 101                      | Gustavo Otero (ESP)               | 115e                     |
| 102                      | Félix Cárdenas (COL)              | 8e                       |
| 103                      | Francisco Cerezo (ESP)            | 96e                      |
| 104                      | César García (ESP)                | 111e                     |
| 105                      | José Javier Gómez (ESP)           | AB-11                    |
| 106                      | Francisco Gutiérrez Álvarez (ESP) | 158e                     |
| 107                      | Iván Herrero (ESP)                | 130e                     |
| 108                      | David López García (ESP)          | 47e                      |
| 109                      | Sergio Perez (ESP)                | DQ-9                     |

| Lampre LAM | Lampre LAM                  | Lampre LAM |
| ---------- | --------------------------- | ---------- |
| Num        | Coureur                     | Pos        |
| 111        | Wladimir Belli (ITA)        | NP-16      |
| 112        | Rubens Bertogliati (SUI)    | 154e       |
| 113        | Simone Bertoletti (ITA)     | 143e       |
| 114        | Mariano Piccoli (ITA)       | 99e        |
| 115        | Alessandro Cortinovis (ITA) | NP-6       |
| 116        | Juan Manuel Gárate (ESP)    | 69e        |
| 117        | Daniele Righi (ITA)         | 125e       |
| 118        | Patxi Vila (ESP)            | 52e        |
| 119        | Ján Svorada (CZE)           | AB-7       |

| Milaneza-MSS MIL | Milaneza-MSS MIL           | Milaneza-MSS MIL |
| ---------------- | -------------------------- | ---------------- |
| Num              | Coureur                    | Pos              |
| 121              | Claus Michael Møller (DEN) | 33e              |
| 122              | Gonçalo Amorim (POR)       | 39e              |
| 123              | Paulo Barroso (POR)        | 132e             |
| 124              | Pedro Cardoso (POR)        | 40e              |
| 125              | Txema del Olmo (ESP)       | 16e              |
| 126              | Ángel Edo (ESP)            | 70e              |
| 127              | Joan Horrach (ESP)         | 28e              |
| 128              | Fabian Jeker (SUI)         | 65e              |
| 129              | Renato Silva (POR)         | 68e              |

| Paternina-Costa de Almería ALM | Paternina-Costa de Almería ALM    | Paternina-Costa de Almería ALM |
| ------------------------------ | --------------------------------- | ------------------------------ |
| Num                            | Coureur                           | Pos                            |
| 131                            | José Antonio Pecharromán (ESP)    | AB-5                           |
| 132                            | Rafael Casero (ESP)               | 86e                            |
| 133                            | Pedro Díaz Lobato (ESP)           | 117e                           |
| 134                            | Jorge Ferrío (ESP)                | 57e                            |
| 135                            | Domingo José Segado (ESP)         | AB-19                          |
| 136                            | Carlos Ramon Golbano García (ESP) | 84e                            |
| 137                            | José Luis Martínez Jiménez (ESP)  | 63e                            |
| 138                            | Carlos Torrent (ESP)              | 41e                            |
| 139                            | Joaquín López (ESP)               | 93e                            |

| Phonak Hearing Systems PHO | Phonak Hearing Systems PHO  | Phonak Hearing Systems PHO |
| -------------------------- | --------------------------- | -------------------------- |
| Num                        | Coureur                     | Pos                        |
| 141                        | Alex Zülle (SUI)            | AB-9                       |
| 142                        | Niki Aebersold (SUI)        | 144e                       |
| 143                        | Gonzalo Bayarri (ESP)       | 157e                       |
| 144                        | Cyril Dessel (FRA)          | AB-7                       |
| 145                        | Juan Carlos Domínguez (ESP) | AB-8                       |
| 146                        | Bert Grabsch (GER)          | 88e                        |
| 147                        | Óscar Pereiro (ESP)         | 17e                        |
| 148                        | Santiago Pérez (ESP)        | 44e                        |
| 149                        | Aliaksandr Usau (BLR)       | 145e                       |

| Quick Step-Davitamon QSD | Quick Step-Davitamon QSD  | Quick Step-Davitamon QSD |
| ------------------------ | ------------------------- | ------------------------ |
| Num                      | Coureur                   | Pos                      |
| 151                      | Richard Virenque (FRA)    | DQ-9                     |
| 152                      | Tom Boonen (BEL)          | 92e                      |
| 153                      | David Cañada (ESP)        | 53e                      |
| 154                      | Pedro Horrillo (ESP)      | 124e                     |
| 155                      | Patrik Sinkewitz (GER)    | 73e                      |
| 156                      | Bram Tankink (NED)        | 64e                      |
| 157                      | Kurt Van de Wouwer (BEL)  | 66e                      |
| 158                      | Frank Vandenbroucke (BEL) | AB-7                     |
| 159                      | Jurgen Van Goolen (BEL)   | 42e                      |

| Rabobank RAB | Rabobank RAB            | Rabobank RAB |
| ------------ | ----------------------- | ------------ |
| Num          | Coureur                 | Pos          |
| 161          | Steven de Jongh (NED)   | 146e         |
| 162          | Jan Boven (NED)         | 141e         |
| 163          | Addy Engels (NED)       | 114e         |
| 164          | Mathew Hayman (AUS)     | 137e         |
| 165          | Karsten Kroon (NED)     | 100e         |
| 166          | Levi Leipheimer (USA)   | 58e          |
| 167          | Michael Rasmussen (DEN) | 7e           |
| 168          | Ronald Mutsaars (NED)   | 138e         |
| 169          | Beat Zberg (SUI)        | 77e          |

| Saeco SAE | Saeco SAE              | Saeco SAE |
| --------- | ---------------------- | --------- |
| Num       | Coureur                | Pos       |
| 171       | Igor Astarloa (ESP)    | NP-11     |
| 172       | Giosuè Bonomi (ITA)    | AB-4      |
| 173       | Antonio Bucciero (ITA) | AB-10     |
| 174       | Juan Fuentes (ESP)     | 121e      |
| 175       | Gerrit Glomser (AUT)   | DQ-7      |
| 176       | Nicola Gavazzi (ITA)   | DQ-3      |
| 177       | Cristian Pepoli (ITA)  | 148e      |
| 178       | Igor Pugaci (MDA)      | 147e      |
| 179       | Ivan Quaranta (ITA)    | AB-1      |

| Team Bianchi TBI | Team Bianchi TBI          | Team Bianchi TBI |
| ---------------- | ------------------------- | ---------------- |
| Num              | Coureur                   | Pos              |
| 181              | Ángel Casero (ESP)        | NP-13            |
| 182              | Félix García Casas (ESP)  | 15e              |
| 183              | Aitor Garmendia (ESP)     | 122e             |
| 184              | Fabrizio Guidi (ITA)      | 82e              |
| 185              | Jaime Hernández (ESP)     | AB               |
| 186              | Francisco José Lara (ESP) | 59e              |
| 187              | David Plaza (ESP)         | 22e              |
| 188              | Thorsten Rund (GER)       | 142e             |
| 189              | Raphael Schweda (GER)     | 104e             |

| CSC | CSC                        | CSC  |
| --- | -------------------------- | ---- |
| Num | Coureur                    | Pos  |
| 191 | Carlos Sastre (ESP)        | 35e  |
| 192 | Thomas Bruun Eriksen (DEN) | 149e |
| 193 | Manuel Calvente (ESP)      | 24e  |
| 194 | Bekim Christensen          | 136e |
| 195 | Julian Dean (NZL)          | HD-7 |
| 196 | Peter Luttenberger (AUT)   | 62e  |
| 197 | Fränk Schleck (LUX)        | HD-8 |
| 198 | Nicki Sørensen (DEN)       | 87e  |
| 199 | Michael Sandstød (DEN)     | 152e |

| Telekom TEL | Telekom TEL            | Telekom TEL |
| ----------- | ---------------------- | ----------- |
| Num         | Coureur                | Pos         |
| 201         | Erik Zabel (GER)       | 72e         |
| 202         | Mario Aerts (BEL)      | 51e         |
| 203         | Cadel Evans (AUS)      | NP-4        |
| 204         | Jan Schaffrath (GER)   | AB-4        |
| 205         | Torsten Hiekmann (GER) | 75e         |
| 206         | Bobby Julich (USA)     | 95e         |
| 207         | Stephan Schreck (GER)  | 101e        |
| 208         | Christian Werner (GER) | 27e         |
| 209         | Steffen Wesemann (GER) | 110e        |

| Vini Caldirola-Saunier Duval ___ | Vini Caldirola-Saunier Duval ___ | Vini Caldirola-Saunier Duval ___ |
| -------------------------------- | -------------------------------- | -------------------------------- |
| Num                              | Coureur                          | Pos                              |
| 211                              | Massimo Apollonio (ITA)          | AB-7                             |
| 212                              | Gianluca Sironi (ITA)            | 140e                             |
| 213                              | Patrick Calcagni (SUI)           | 128e                             |
| 214                              | Giampaolo Cheula (ITA)           | 107e                             |
| 215                              | David de la Fuente (ESP)         | 156e                             |
| 216                              | Simone Masciarelli (ITA)         | 126e                             |
| 217                              | Pietro Zucconi (SUI)             | 133e                             |
| 218                              | Oscar Mason (ITA)                | NP-4                             |
| 219                              | Fred Rodriguez (USA)             | 116e                             |